# Vlag van Etten-Leur

Vlag van Etten-Leur (sinds 1968)

De vlag van Etten-Leur werd op 11 maart 1968 per raadsbesluit door de Noord-Brabantse gemeente Etten-Leur aangenomen als de gemeentelijke vlag. De vlag is afgeleid van het tweede gemeentewapen dat in 1968 was ingevoerd ter vervanging van het oude wapen dat niet de historisch juiste kleuren had. De beschrijving van de vlag luidt als volgt:
Een rechthoekige rode vlag, waarvan de hoogte zich verhoudt tot de lengte als 2 : 3 en voorzien van een witte gelijkbenige driehoek, waarvan de basis de gehele broekzijde beslaat en de top de daartegenover liggende korte zijde raakt; op het wit een ronde geopende burcht met vier kantelen
Het ontwerp is afkomstig van de heren Lohmann, Sierksma en Van Ham. De kleuren van de vlag zijn ontleend aan het gemeentewapen in de oorspronkelijke kleuren. Omwille van de eenvoud is slechts een van de drie torens uit het gemeentewapen in de vlag geplaatst, deze staat voor de cultuurhistorische waarden binnen de gemeente. De driehoek symboliseert het streven naar vooruitgang.

## Oude vlag

Oude vlag (ca. 1935 - 1968)

De oude gemeentevlag was afgeleid van de defileervlag zoals de afvaardiging van de gemeente die had gedragen tijdens het defilé in 's-Hertogenbosch ter gelegenheid van het 750-jarig bestaan van die stad in 1935 en in Amsterdam ter gelegenheid van het veertigjarig regeringsjubileum van koningin Wilhelmina op 6 september 1938. Dit was een vierkante rood met wit geblokte vlag met in het kanton een blauw veld met de drie burchten uit het gemeentewapen, met daarboven een kroon.

## Verwante symbolen

Het wapen van Etten-Leur (sinds 1968)
Het wapen van Etten en Leur (1817-1968)

Alphen-Chaam · Altena · Asten · Baarle-Nassau · Bergeijk · Bergen op Zoom · Bernheze · Best · Bladel · Boekel · Boxtel · Breda · Cranendonck · Deurne · Dongen · Drimmelen · Eersel · Eindhoven · Etten-Leur · Geertruidenberg · Geldrop-Mierlo · Gemert-Bakel · Gilze en Rijen · Goirle · Halderberge · Heeze-Leende · Helmond · 's-Hertogenbosch · Heusden · Hilvarenbeek · Laarbeek · Land van Cuijk · Loon op Zand · Maashorst · Meierijstad · Moerdijk · Nuenen, Gerwen en Nederwetten · Oirschot · Oisterwijk · Oosterhout · Oss · Reusel-De Mierden · Roosendaal · Rucphen · Sint-Michielsgestel · Someren · Son en Breugel · Steenbergen · Tilburg · Valkenswaard · Veldhoven · Vught · Waalre · Waalwijk · Woensdrecht · Zundert